# WAX (アルバム)
『WAX』（ワックス）は、スコットランドのシンガーソングライターのKTタンストールの6枚目のスタジオ・アルバムであり、「魂、体、精神」を題材とした3部作の2作目にあたる。3部作の第一作『KIN』に続いて2018年10月5日に発売された。アルバムからのファースト・シングル「ザ・リヴァー」は2018年8月23日に発売された。

## 背景
タンストールは2018年8月23日に本作の発売を発表した。2018年初頭、タンストールはFranz Ferdinandのニック・マッカーシーをプロデューサーおよび共作者として迎えた事を発表。タンストールは新しいアルバムは魂、体、精神をテーマにした3部作の第二弾になる事も併せて発表した。アルバムの名付けについてタンストールは「ワックスは私にとって物質的なものを意味するの。蜂、キャンドルライト、蝋管から再生される音楽、信じられないほどに本物そっくりで、生命の輝きを持っているかのような人間の彫刻、そしてあなたの頭の中でも生成されていくもの」と言った。
アルバムのサウンドについてタンストールは曲を書き始める前の段階でエレクトリック・ギターを使ったものにしたいと思っており、「肉体的な事と、それについての重みや障害についてあらわにされていなければならない。これは私達がしばしば欠点として片付けてしまう人間らしさについての作品」と語った。

## シングルと曲
アルバムは11曲で構成されており、リード・シングルの「ザ・リヴァー」はリリック・ビデオとともに2018年8月23日に発売された。公式ミュージック・ビデオは2018年9月11日に発表された。シングルのリリースとともにアコースティック・ヴァージョンとAlexander Bradley Remixが発売された。タンストールはこの曲をセカンド・アルバムのツアーをしてる際に書き上げていた。
「ヒューマン・ビーイング」は2018年10月19日にセカンド・シングルとして発売された。ミュージック・ビデオは2018年11月9日に発表され、カナダの8才の格闘家Eccaia Sampsonをフィーチャリングしている。
アルバムには『ゴールデン・ステート EP』に収められていた「ザ・ヒーラー」がリダックスとして新しいヴァージョンで収録されている。
「ポイズン・イン・ユア・カップ」はタンストールが何年も前に書いていた楽曲で、いくつかのギグで演奏もされていた。
その他に特記すべき曲としては「ザ・ナイト・ザット・ボウイ・ダイド」があり、その名の通りデヴィッド・ボウイへのトリビュートになっているこの曲はタンストールとマッカーシーが一緒に書き上げた。タンストールはこの曲を書いた際、「それはニックと私が互いの目の中にそれぞれを見て、私達は特別な事をやっているという事を知れたひとときだった。それはお互いにとってエモーショナルなもので、元に戻るまでに時間を要した。つまりはあの曲はアルバム制作における先駆けだった」と述べた。

## 収録曲
| #         | タイトル                      | 作詞・作曲                         | プロデューサー                                   | 時間  |
| --------- | ----------------------------- | ---------------------------------- | ------------------------------------------------ | ----- |
| 1.        | 「Little Red Thread」         | KT Tunstall Angelo Petraglia       | Nick McCarthy Sebastian Kellig Tim Bran Roy Kerr | 3:26  |
| 2.        | 「Human Being」               | Tunstall McCarthy                  | McCarthy Kellig Bran Kerr                        | 3:29  |
| 3.        | 「The River」                 | Tunstall Martin Terefe             | McCarthy Kellig Bran Kerr                        | 3:40  |
| 4.        | 「The Mountain」              | Tunstall McCarthy                  | McCarthy Kellig Bran Kerr                        | 3:57  |
| 5.        | 「The Healer (Redux)」        | Tunstall                           | McCarthy Kellig                                  | 3:48  |
| 6.        | 「Dark Side of Me」           | Tunstall Terefe Tyler Connolly     | McCarthy Kellig Bran Kerr                        | 3:36  |
| 7.        | 「Poison in Your Cup」        | Tunstall                           | McCarthy Kellig                                  | 3:48  |
| 8.        | 「Backlash & Vinegar」        | Tunstall                           | McCarthy Kellig                                  | 4:06  |
| 9.        | 「In This Body」              | Tunstall Bran Kerr Karen Poole [a] | Bran Kerr                                        | 3:21  |
| 10.       | 「The Night That Bowie Died」 | Tunstall McCarthy Kellig           | McCarthy Kellig                                  | 3:49  |
| 11.       | 「Tiny Love」                 | Tunstall Terefe                    | McCarthy Kellig                                  | 4:36  |
| 合計時間: | 合計時間:                     | 合計時間:                          | 合計時間:                                        | 41:36 |

| #   | タイトル               | 作詞・作曲               | プロデューサー  | 時間 |
| --- | ---------------------- | ------------------------ | --------------- | ---- |
| 12. | 「John the Conqueror」 | Tunstall Greg Kurstin    | McCarthy Kellig | 2:51 |
| 13. | 「Throw Down Boy」     | Tunstall McCarthy Kellig | McCarthy Kellig | 3:07 |

### 備考
- ^[a] アルバムのライナーノーツに名前がクレジットされていないにもかかわらず、ASCAPとBMIにはカレン・プールの名前が記載されている[10][11]。

## パーソネル
- KT Tunstall - ヴォーカル、ギター、キーボード、シンセサイザー、ピアノ、フルート
- Nick McCarthy - ベース、シンセサイザー、ヴォーカル、ギター
- Tim Bran - シンセサイザー、キーボード、プログラミング
- Roy Kerr - キーボード、プログラミング
- Leo Abrahams - ギター
- Denny Weston Jr. - ドラム、パーカッション
- Charlotte Hatherley - ギター
- Hinako Omori - キーボード、Wurlitzer
- Sophie Solomon - ストリングス
- James Valentine - バックコーラス (3曲目)

## チャート
| 国別チャート (2018年)                                | 最高位 |
| ---------------------------------------------------- | ------ |
| スコットランド (OCC)                                 | 6      |
| UK アルバムズ (OCC)                                  | 15     |
| 全米 ビルボード トップ・インディペンデント・アルバム | 30     |